# Historia y Vida
Historia y vida és una publicació espanyola del Grupo Godó especialitzada en Història i de caràcter mensual fundada el 1968 per Edmon Vallès i Perdrix. Té la seu en Barcelona.
Inicialment s'imprimia en un format similar a l'holandesa i posteriorment va ser engrandit, sense arribar a la grandària DIN A4. Abasta les èpoques d'Història Antiga, Medieval, Moderna i Contemporània. A cadascuna d'elles sol dedicar un article a la Història d'Espanya, a més de seccions fixes com notícies d'història o llibres comentats. Els seus articles són de certa profunditat (diverses pàgines amb predomini del text sobre les imatges) a més d'oferir en cada nombre un dossier (diversos articles sobre el mateix tema). Va obtenir el premi a la Millor Revista Especialitzada atorgat per l'Associació de Revistes d'Informació en 2003.